# Evippomma evippiforme
Evippomma evippiforme är en spindelart som först beskrevs av Lodovico di Caporiacco 1935.  Evippomma evippiforme ingår i släktet Evippomma och familjen vargspindlar. Inga underarter finns listade i Catalogue of Life.